# Wouter Brus
Pour les articles homonymes, voir Brus (homonymie).
Wouter Brus (né le 30 septembre 1991 à Groningue) est un athlète néerlandais, spécialiste du sprint.
Il mesure 1,82 m pour 73 kg et est entraîné par Troy Douglas. Il atteint la finale du relais 4 x 100 m lors des Championnats d'Europe d'athlétisme 2014 à Zurich.